# Франкфорт (Іллінойс)
Франкфорт (англ. Frankfort) — селище (англ. village) в США, в окрузі Вілл штату Іллінойс. Населення — 20 296 осіб (2020).

## Географія
Франкфорт розташований за координатами 41°29′29″ пн. ш. 87°50′22″ зх. д. / 41.49139° пн. ш. 87.83944° зх. д. (41.491342, -87.839410).  За даними Бюро перепису населення США в 2010 році селище мало площу 38,80 км², уся площа — суходіл.

## Демографія
Згідно з переписом 2010 року, у селищі мешкали 17 782 особи в 5807 домогосподарствах у складі 4967 родин. Густота населення становила 458 осіб/км².  Було 6070 помешкань (156/км²).
Расовий склад населення:
| - 89,0 % — білих - 6,1 % — чорних або афроамериканців - 2,6 % — азіатів - 0,1 % — корінних американців - 1,0 % — осіб інших рас |

До двох чи більше рас належало 1,2 %. Частка іспаномовних становила 4,6 % від усіх жителів.
За віковим діапазоном населення розподілялося таким чином: 29,5 % — особи молодші 18 років, 59,3 % — особи у віці 18—64 років, 11,2 % — особи у віці 65 років та старші. Медіана віку мешканця становила 40,7 року. На 100 осіб жіночої статі у селищі припадало 97,4 чоловіків;  на 100 жінок у віці від 18 років та старших — 95,4 чоловіків також старших 18 років.
Середній дохід на одне домашнє господарство  становив 137 803 долари США (медіана — 111 152), а середній дохід на одну сім'ю — 147 608 доларів (медіана — 125 486). Медіана доходів становила 93 378 доларів для чоловіків та 53 028 доларів для жінок. За межею бідності перебувало 5,7 % осіб, у тому числі 7,2 % дітей у віці до 18 років та 5,3 % осіб у віці 65 років та старших.
Цивільне працевлаштоване населення становило 8526 осіб. Основні галузі зайнятості: освіта, охорона здоров'я та соціальна допомога — 27,4 %, науковці, спеціалісти, менеджери — 15,3 %, фінанси, страхування та нерухомість — 13,8 %.